# Junguni
Junguni è una circoscrizione rurale (rural ward) della Tanzania situata nel distretto di Wete, regione di Pemba Nord. Conta una popolazione di 2 547 abitanti (censimento 2012).